# Gustav Dallner
Gustav Dallner (ur. 15 maja 1933) – szwedzki cytolog. Członek zagraniczny Wydziału Nauk Biologicznych i Rolniczych Polskiej Akademii Nauk od 1994 roku. Profesor emerytowany Wydziału Biochemii i Biofizyki na Uniwersytecie Sztokholmskim. Jest także pracownikiem naukowym Laboratorium Arrheniusa, Instytutu Karolinska oraz Oddziału Patologii Szpitala Sabbatsberg.
Prowadzi badania nad biosyntezą i funkcjami Koenzymu Q10. Jego współpracownikami są Michael Tekle, Tadeusz Chojnacki oraz Ewa Kula-Świeżewska.

## Publikacje naukowe
Autor lub współautor następujących publikacji naukowych:
- Biosynthesis and transport of microsomal membrane glycoproteins[4]

- Coenzyme Q10[5]
- Coenzyme Q--biosynthesis and functions[6]
- Subcellular localization of plastoquinone and ubiquinone synthesis in spinach cells[7]
- Half-life of ubiquinone and plastoquinone in spinach cells[8]
- Cell-free sorting of plastoquinone and ubiquinone in spinach cells[9]
- Regulation of coenzyme Q biosynthesis and breakdown[10]
- Distribution and breakdown of labeled coenzyme Q10 in rat[11]
- Isolation and functional expression of human COQ2, a gene encoding a polyprenyl transferase involved in the synthesis of CoQ[12]
- New cationic polyprenyl derivative proposed as a lipofecting agent[13]
- Polyisoprenoid epoxides stimulate the biosynthesis of coenzyme Q and inhibit cholesterol synthesis[14]
- Investigation of coenzyme Q biosynthesis in human fibroblast and HepG2 cells[15]
- Stimulation of coenzyme Q synthesis[16]